# Cristofano Allori

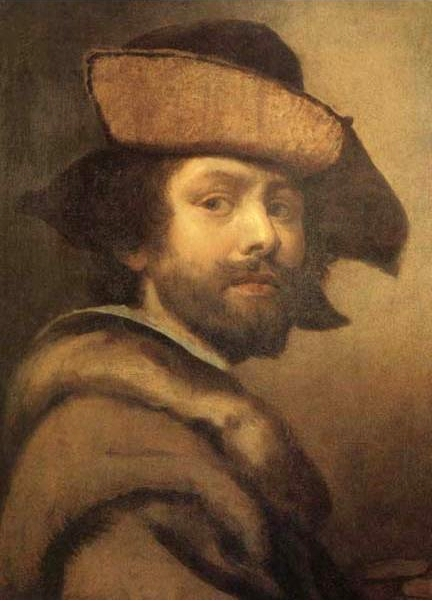
Cristofano Allori-Zelfportret

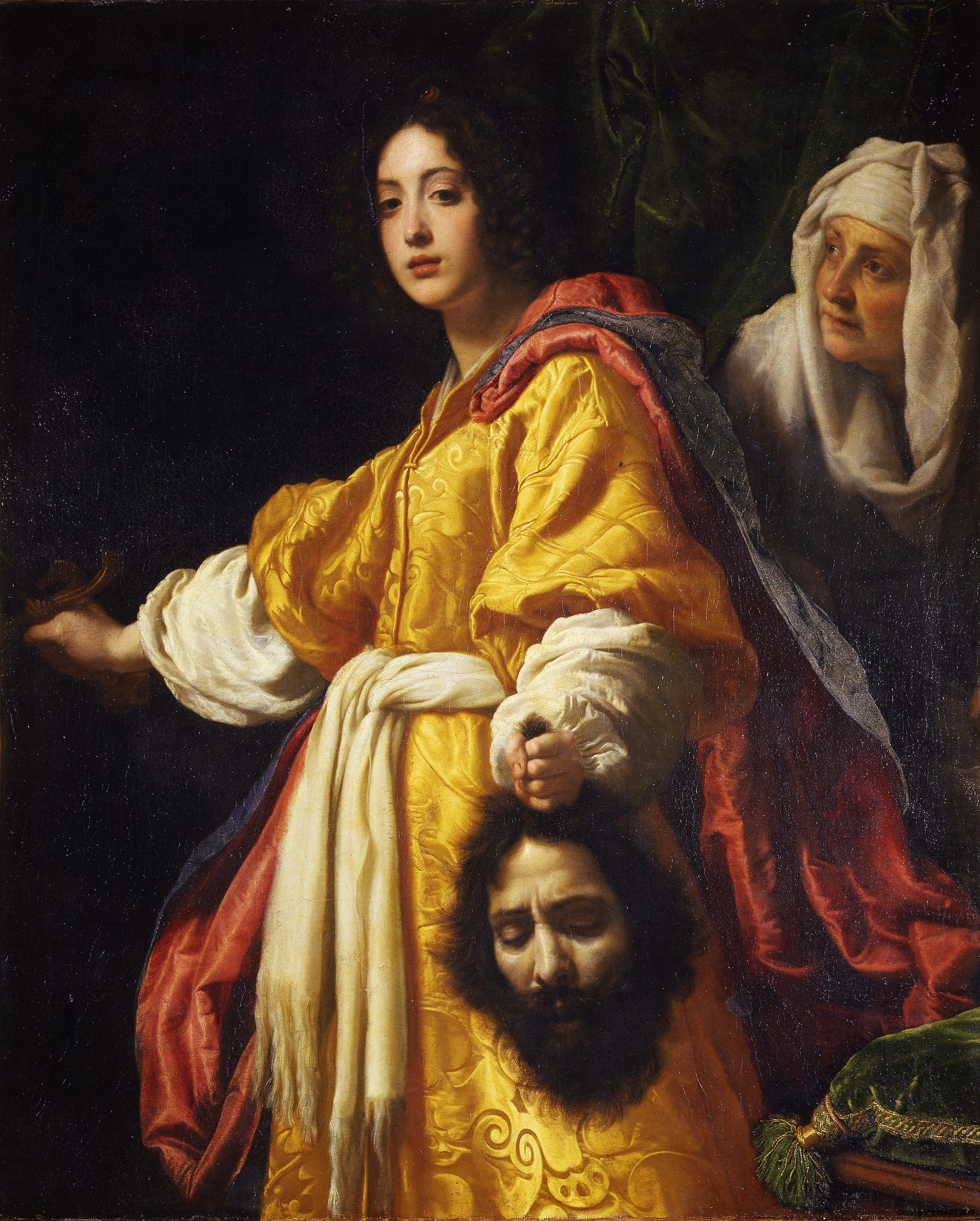
Judith met het hoofd van Holofernes door Cristofano Allori

Cristofano Allori (Florence, 17 oktober 1577 – Florence, 2 april 1621) was een Italiaans kunstschilder behorende tot de late Florentijnse maniëristische school.
Cristofano Allori was de zoon van de Italiaanse kunstschilder Alessandro Allori. Cristofano was dan ook aanvankelijk in de leer bij zijn vader. Later raakte hij meer betrokken bij de School van Bologna en nam hij afstand van het maniërisme. Cristofano was ontevreden met de moeilijke anatomische tekeningen van zijn vader en diens koude kleurenpalet en ging in de leer bij Gregorio Pagani (1558 – 1605).
Hij was een gewaardeerd landschapsschilder, o. a. door zijn degelijke studies naar model en natuur. Verder schilderde hij ook Bijbelse taferelen, zoals Judith met het hoofd van Holofernes (1610, Palazzo Pitti). De vrouw die model stond voor Judith was zijn minnares Mazzafirra. Men neemt ook algemeen aan dat het hoofd van Holofernes eigenlijk dat van de schilder zelf is.
Zijn werken worden gekarakteriseerd door de getrouwe weergave van de werkelijkheid en de technische perfectie. Zijn technisch talent wordt onderstreept door het feit dat men gedurende een tijd dacht dat kopieën die Allori had gemaakt van Correggio’s werken van de hand van Corregio zelf waren.
- Biblioteca Nacional de España: XX4929303
- Bibliothèque nationale de France: cb11885608z (data)
- Gemeinsame Normdatei: 118644815
- International Standard Name Identifier: 0000 0000 6628 801X
- KulturNav: b0b46b49-5e4f-4281-85d9-0faae3267acf
- Library of Congress Control Number: n83032272
- Nationale Bibliotheek van Tsjechië: ola2002153908
- Nationale Bibliotheek van Israël: 987007435389505171
- Nederlandse Thesaurus van Auteursnamen: 070229775
- RKD-Nederlands Instituut voor Kunstgeschiedenis: 1258
- Istituto Centrale per il Catalogo Unico: CFIV046200
- SNAC: w6z964jq
- Système universitaire de documentation: 026648326
- Union List of Artist Names: 500011249
- Virtual International Authority File: 2603148997679059870006